# Pliobothrus echinatus
Pliobothrus echinatus is een hydroïdpoliep uit de familie Stylasteridae. De poliep komt uit het geslacht Pliobothrus. Pliobothrus echinatus werd in 1986 voor het eerst wetenschappelijk beschreven door Cairns. 